# Giovanni Battista Cattaneo
Pour les articles homonymes, voir Cattaneo.
Giovanni Battista Cattaneo (né le 23 juin 1638 à Gênes et mort le 24 décembre 1721 dans la même ville) fut le 131e doge de la république de Gênes du 4 septembre 1691 au 5 septembre 1693 et roi de Corse pendant la même période.